# فووا
فووا (به چینی: 福娃، به پین‌یین: Fúwá، به معنی «عروسک‌های خوشبختی»)، شانس‌بیارهای (نشان‌های خوش‌یمنی) المپیک تابستانی ۲۰۰۸ در پکن بودند.
این نمادها به وسیله هان میلین یک هنرمند معروف در چین طراحی شده‌اند. طرح‌ها از طریق انجمن ملی مطالعات ادبیات کلاسیک چینی در ۱۱ نوامبر ۲۰۰۵ در مراسم نشان‌گذاری هزارمین روز پیش از گشایش بازی‌ها، به همگان معرفی شدند. آن‌ها در اصل «دوستانه‌ها» (The Friendlies) نام گرفته بودند، اما مسئولان چینی به خاطر نگرانی از اشتباه‌گرفتن این نام با عبارت‌های مشابه «friendless» (بی‌دوست) و «friend lies» (دوست دروغ می‌گوید) که دارای معانی منفی هستند، آن را به فووا تغییر دادند.

## شانس‌بیارها
| نام             | بئی بئی (贝贝) | جیانگ جیانگ (晶晶) | هوآن هوآن (欢欢) | یینگ یینگ (迎迎) | نی نی (妮妮) |
| نگاره           | | | | | |
| جنسیت           | ماده | نرینه | نرینه | نرینه | ماده |
| حلقه المپیک     | آبی | سیاه | سرخ | زرد | سبز |
| عنصر            | آب | چوب | آتش | زمین | هوا |
| نقش             | ماهی | پاندا | آتش المپیک | غزال تبتی | پرستو |
| شخصیت           | نجیب‌زاده، اصیل | درستکار، خوشبین | برونگرا، پرشور | سرزنده، پرنشاط | پاک‌نهاد، شاد |
| نماد آرمانی     | رونق و شکوفایی | خوشحالی | عشق و شورمندی | تندرستی | خوشبختی |
| نماد ورزش       | ورزش‌های آبی | وزنه‌برداری، جودو و مانند آن | ورزش‌های توپی | دو و میدانی | ژیمناستیک |
| درانگیزه فرهنگی | ماهی؛ از تصویر تزئینی (نیلوفر آبی و ماهی) سال نوی چینی، ماهی از دست‌ساخته‌های دوران نوسنگی طراحی شده‌است. | پاندای بزرگ؛ از ظروف پرسلان لوتوس‌شکل مربوط به دودمان سونگ الگو گرفته شده‌است. | آتش از غارهای موگائو طراحی شده‌است. | آهوی تبتی از طرح غزال بر جامه‌های تبتی و سین‌کیانگ طراحی شده‌است.                                                                                              | پرستو از طرح بادباک‌های چینی الگو گرفته شده‌است. |
| توضیحات         | در فرهنگ سنتی چینی، ماهی نشانه رونق و شکوفایی است. «ماهی از روی دروازه اژدها می‌جهد» تمثیلی است در بیان اینکه هر کس می‌تواند رویاهای خود را به واقعیت تبدیل کند. نقش سربند «بئی بئی» از دست‌ساخته‌های به دست آمده از جایگاه باستانی روستایی از فرهنگ یانگشائو الهام گرفته شده‌است. | پاندا به عنوان گونه‌ای در خطر انقراض، هم یک نماد ملی چین و هم یک نماد جهانی از محیط زیست است. همچنین جنگل به عنوان خاستگاه «جینگ جینگ»، نشانه همزیستی سازگارانه انسان و طبیعت است. | هوآن هوآن بیانگر شور و حرارت بازی‌ها، روح المپیک از «سریع‌تر، بلندتر، قوی‌تر» و شورمندی و حرارت المپیک پکن است. نقش سربند «هوآن هوآن»، از طرح آتش در غارهای موگائو، معروف‌ترین غارهای بودایی چینی الهام گرفته شده‌است. | غزال تبتی یک گونه در خطر انقراض بومی فلات تبت است که به خاطر سرعت زیادش معروف است. نقش سربند «یینگ یینگ» ترکیبی از ارکان جامه‌های تبتی و اقلیت سین‌کیانگ است. | پرستو در فرهنگ چینی قاصد بهار و شادمانی و نماد نیک بختی است. کاراکتر چینی پرستو همچنین در یانجینگ به‌کار رفته‌است. یانجینگ یک نام کهن برای پکن است. بنابراین پرستو به پکن اشاره دارد. نقش سربند «نی نی» از طرح بادبادک‌های شایان پکن الگو گرفته شده‌است. |

## بازتاب‌های فرهنگی
تاکنون تعداد زیادی از عروسک‌های فووا در شهرهای بزرگ چین به فروش رفته‌اند. پیش بینی می‌شود سود حاصل از فروش عروسک‌های فووا از ۳۰۰ میلیون دلار فراتر رود.

### کارتون تلویزیونی
یک سریال کارتونی با نام «ماجراهای المپیک فووا» با هزینه ۵۰ میلیون یوان توسط تلویزیون چین ساخته شده‌است. این سریال ۱۰۰ قسمتی با ارائه دانستنی‌های المپیک از اوت ۲۰۰۷ در شبکه‌های تلویزیونی این کشور نمایش داده شده و تا شروع بازی‌ها ادامه داشت. داستان این سریال در مورد ماجراهای یک پسر ۸ ساله و عروسک‌های فووا در ارتباط با تاریخچه المپیک است.